# ویلفرید نلیسن
ویلفرید نلیسن (انگلیسی: Wilfried Nelissen؛ زادهٔ ۵ مهٔ ۱۹۷۰) دوچرخه‌سوار اهل بلژیک است.